# My Super Sweet 16
É um documentário totalmente baseado em personagens da classe média-alta americana e algumas famosas, que estão fazendo 16 anos e querem, invariavelmente, fazer a maior festa que sua cidade já viu. Em sua maioria, seus pais geralmente organizam grandes eventos, ou são donos de concessionárias, boates, etc. Gastam geralmente a partir de $250.000 em uma festa.
A MTV Americana produziu o Exiled, com os mesmos personagens encarando aventuras, como safáris em África, desertos, entre outras aventuras. A MTV Brasil exibiu o programa a partir da Segunda, dia 26 de janeiro de 2009 as 22:00.
A MTV Americana continua exibindo tanto o My Super Sweet Sixteen quanto o Exiled, ao contrario da MTV Brasil.